# Colon transverso
El colon transverso es el segmento más largo y móvil del intestino grueso, pasa desde el hipocondrio derecho, cruzando el abdomen (epigastrio), hasta el hipocondrio izquierdo. 

## Embriología
El colon se desarrolla a partir del intestino primitivo medio y primitivo posterior los que se «hernian» en sentido ventral hacia el saco vitelino.

La subsiguiente reincorporación a la cavidad peritoneal determina la situación definitiva del colon transverso; el intestino primitivo posterior da origen al tercio distal del colon transverso, arrastrado por el ciego que se coloca en el lado derecho. 

El intestino primitivo medio distal, da origen a  la mitad proximal del colon transverso. El intestino primitivo posterior proximal da origen a  la mitad distal del colon transverso

El endodermo forma su epitelio y el mesodermo su musculatura lisa.

## Anatomía
El colon transverso (CT) es el segmento más largo y móvil del intestino grueso, se extiende dentro de la cavidad abdominal desde la derecha o curva hepática, cruzando el abdomen, hasta la curva esplénica a la izquierda. 
En la superficie del abdomen el CT corresponde a: el hipocondrio derecho pasando por el epigastrio, hasta el hipocondrio izquierdo. 

Irrigación arterial 4 cólica derecha; 6 cólica media; 7 frontera entre el suministro de la irrigación entre la Arteria Mesenterica Superior (rosa) y la Arteria Mesenterica Inferior (violeta).

La longitud del colon transverso es de aproximadamente 45-50   centímetros   (cm).
El transverso (CT) es el segmento colónico móvil que está unido por un largo meso libre. El meso-colon transverso separa la cavidad abdominal en dos niveles distintos, supramesocólico e inframesocólico.
El colon transverso (CT) se curva en su extremo derecho (proximal/cefálico) formando debajo del hígado ángulo o curva (flexure en inglés) cólica derecha (o curva hepática) y en el extremo izquierdo (distal/caudal) por debajo del bazo, formando el ángulo o curva cólica izquierda (o curva esplénica).
El transverso (CT) está completamente cubierto por peritoneo y se conecta con el borde inferior del páncreas por un gran y ancho pliegue de membrana, el mesocolon transverso.

### Relaciones anatómicas
El Colon transverso (CT) a nivel derecho, se relaciona con el hígado y la vesícula biliar, a nivel izquierdo, con la curvatura mayor del estómago y la porción inferior del bazo; en su cara inferior, con el intestino delgado; en su cara anterior, con las capas anteriores del omento mayor y las paredes del abdomen; su cara posterior de derecha a izquierda, se relaciona con la porción descendente del duodeno, la cabeza del páncreas y algunas circunvalaciones del yeyuno y el íleon.

### Irrigación
El colon transverso se halla irrigado por anastomosis de la rama cólica derecha, cólica media y cólica izquierda.

## Fisiología
El control de la motilidad del colon depende de la inervación extrínseca simpática y parasimpática y de la inervación intrínseca originada en el sistema nervioso entérico, por lo que se puede ver alterada por múltiples motivos.

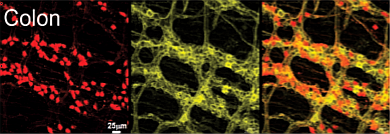
Plexo intestinal con aspecto de red. Los puntos rojos son células.

Existe una frecuencia intrínseca de órgano y se busca la presencia real de un sitio marcapaso en el colon, con respuestas electrofisiológicas que lo identifican.
Un patrón de motilidad del colon que ocurre de 6 a 8 veces al día son las contracciones de propagación de alta amplitud que barren el colon y a menudo desencadenan la necesidad de defecar.

La función motora del colon depende de la contractilidad del músculo liso y de la actividad de "marcapasos" generada por las células intersticiales de Cajal y ambos estrechamente sintonizados con la inervación intrínseca, el sistema nervioso entérico, y la inervación extrínseca (simpático y parasimpático).

Las células intersticiales de Cajal (CIC) son células especializadas consideradas como las células "marcapasos" del intestino porque generan las ondas lentas de despolarización de la musculatura lisa intestinal. Además las CIC actúan como intermediarias entre las neuronas intrínsecas y las células del músculo liso.

## Patología

### Mecánica
El colon transverso es móvil dentro del peritoneo de la cavidad abdominal, sostenido únicamente por su mesenterio, al igual que el ciego y el colon sigmoide. El Vólvulo intestinal del segmento colónico transverso se forma por la presencia de dos elementos: un transverso redundante de longitud extensa y una fijación mediante un Mesocolon estrecho.

### Celular
El cáncer de colon es la tercera neoplasia maligna en el mundo. Se presenta por igual en hombres y mujeres; su incidencia es de 29 casos nuevos por cada  100  000 habitantes.
Al colon transverso le corresponden aproximadamente el 4% de los cánceres colónicos.
Existe una relación entre el desarrollo de cáncer de colon el (adenocarcinoma) y los síndromes de poliposis familiar, así como en personas que han desarrollado pólipos.